# Radiotelefono

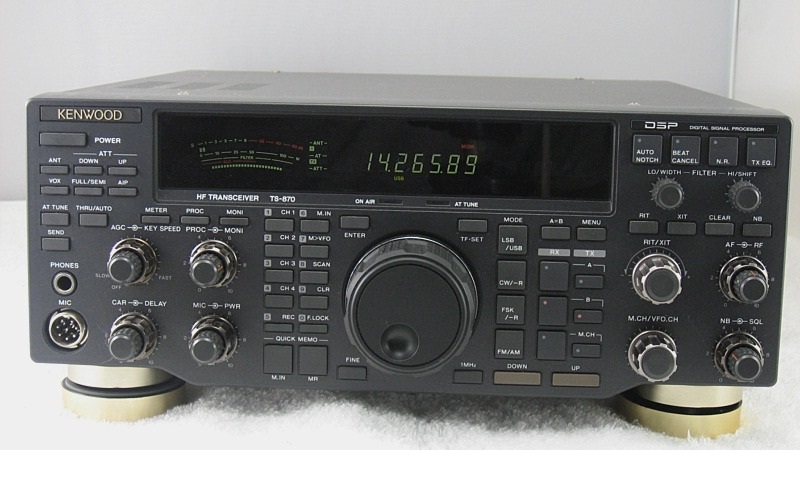
Il Kenwood TS-870, un radiotelefono fisso da tavolo per comunicazioni broadcast

Il radiotelefono è una tipologia di telefono la quale si contraddistingue per trasmettere e ricevere il suono sotto forma di onde radio. L'importanza del radiotelefono nella storia della telefonia è notevole. Il radiotelefono ha infatti permesso l'attuale diffusione di massa della telefonia mobile.

## Funzionamento

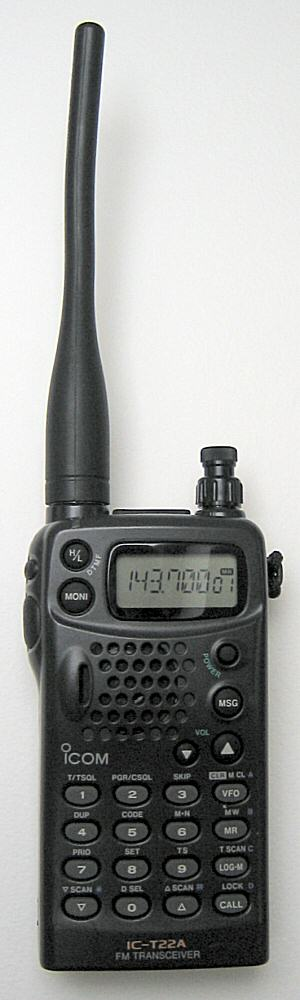
L'Icom IC-T22A, un radiotelefono mobile per comunicazioni broadcast

Due grandi categorie di radiotelefoni sono i radiotelefoni per comunicazioni broadcast e i radiotelefoni per comunicazioni unicast. Da un punto di vista pratico, la principale differenza tra le due categorie di radiotelefoni riguarda l'utenza telefonica. Il radiotelefono per comunicazioni broadcast trasmette il suono in tutti i punti di una determinata area e tutti i radiotelefoni per comunicazioni broadcast situati all'interno di tale area sono potenzialmente in grado di ricevere il suono. Potenzialmente perché il radiotelefono può impiegare metodi diversi per trasmettere il suono sotto forma di onde radio. Inoltre può impiegare onde radio appartenenti a qualsiasi banda di frequenze. Il radiotelefono ricevente deve quindi essere in grado di ricevere il suono nella forma risultante dal particolare metodo di trasmissione adottato dal radiotelefono trasmittente. Inoltre deve essere in grado di ricevere le onde radio appartenenti alla banda di frequenze utilizzata dal radiotelefono trasmittente. Il radiotelefono nasce come radiotelefono per comunicazioni broadcast e subito viene utilizzato anche con le reti telefoniche pubbliche nonostante che, dalla loro nascita, permettano la comunicazione unicast. Nella comunicazione unicast sono soltanto due i soggetti in comunicazione. Quindi, per utilizzare i radiotelefoni per comunicazioni broadcast con le reti telefoniche pubbliche, è necessaria una persona che manualmente colleghi il radiotelefono con una singola utenza della rete telefonica pubblica. In seguito alla crescente richiesta di poter utilizzare le reti telefoniche pubbliche con il telefono mobile, iniziano ad essere disponibili in commercio radiotelefoni per comunicazioni unicast progettati per funzionare con le reti telefoniche pubbliche. Tali radiotelefoni sono dotati di un disco combinatore (in seguito sostituito da una tastiera numerica) attraverso il quale è possibile effettuare una comunicazione unicast senza l'intervento di una persona che manualmente colleghi le due singole utenze telefoniche. A tale fine è sufficiente infatti comporre, con il disco combinatore, il numero telefonico associato alla singola utenza telefonica con cui si vuole comunicare. 
Altre due grandi categorie di radiotelefoni sono i radiotelefoni per comunicazioni half-duplex e i radiotelefoni per comunicazioni full-duplex. I radiotelefoni per comunicazioni half-duplex sono in grado di trasmettere e ricevere il suono non simultaneamente. Mentre i radiotelefoni per comunicazioni full-duplex sono in grado di trasmettere e ricevere il suono simultaneamente. Con i radiotelefoni per comunicazioni full-duplex è quindi possibile parlare ai propri interlocutori telefonici e contemporaneamente ascoltare quello che ci dicono. Mentre, con i radiotelefoni per comunicazioni half-duplex, ciò è possibile solo in momenti diversi. I radiotelefoni per comunicazioni broadcast possono permettere sia la comunicazione half-duplex che la comunicazione full-duplex: normalmente i modelli più economici permettono solo la comunicazione half-duplex, mentre i modelli più costosi permettono anche la comunicazione full-duplex. I moderni radiotelefoni per comunicazioni unicast progettati per funzionare con le reti telefoniche pubbliche sono invece tutti in grado di realizzare la comunicazione full-duplex. Le moderne reti telefoniche pubbliche sono infatti pensate per la comunicazione full-duplex. Nei radiotelefoni per comunicazioni half-duplex, la modalità operativa più diffusa per scegliere quando trasmettere il suono e quando invece riceverlo è il push-to-talk.

### Canale radiotelefonico
Il radiotelefono trasmette e riceve il suono attraverso quello che è chiamato "canale radiotelefonico".
Per realizzare una comunicazione half-duplex, il radiotelefono utilizza un solo canale radiotelefonico. Per realizzare una comunicazione full-duplex, il radiotelefono utilizza invece due canali radiotelefonici: un canale per trasmettere il suono generato dall'utente del radiotelefono e un canale per ricevere il suono generato dal suo interlocutore telefonico. Destinati ad usi particolari, possono essere realizzati radiotelefoni che, in caso di comunicazione half-duplex, utilizzino sempre il medesimo canale radiotelefonico. Oppure, in caso di comunicazione full-duplex, utilizzino sempre i medesimi due canali radiotelefonici. Normalmente però i radiotelefoni disponibili in commercio sono in grado di utilizzare un gruppo più o meno ampio di canali radiotelefonici. In particolare tutti i radiotelefoni progettati per funzionare con le reti radiotelefoniche della rete telefonica generale. Ciò diminuisce la probabilità di trovare occupati, da altri utilizzatori, l'unico canale radiotelefonico (in caso di comunicazione half-duplex) o gli unici due canali radiotelefonici (in caso di comunicazione full-duplex) utilizzati dal radiotelefono. Naturalmente, più sono i canali radiotelefonici utilizzabili dal radiotelefono, minore è tale probabilità.
Nei radiotelefoni per comunicazioni broadcast, se è possibile scegliere il canale radiotelefonico utilizzato dal radiotelefono, tale scelta è effettuata dall'utente del radiotelefono. Nei radiotelefoni progettati per funzionare con le reti radiotelefoniche della rete telefonica generale, la scelta del canale radiotelefonico utilizzato dal radiotelefono è effettuata invece, in modo automatico, dalla rete radiotelefonica.

## Tipologie

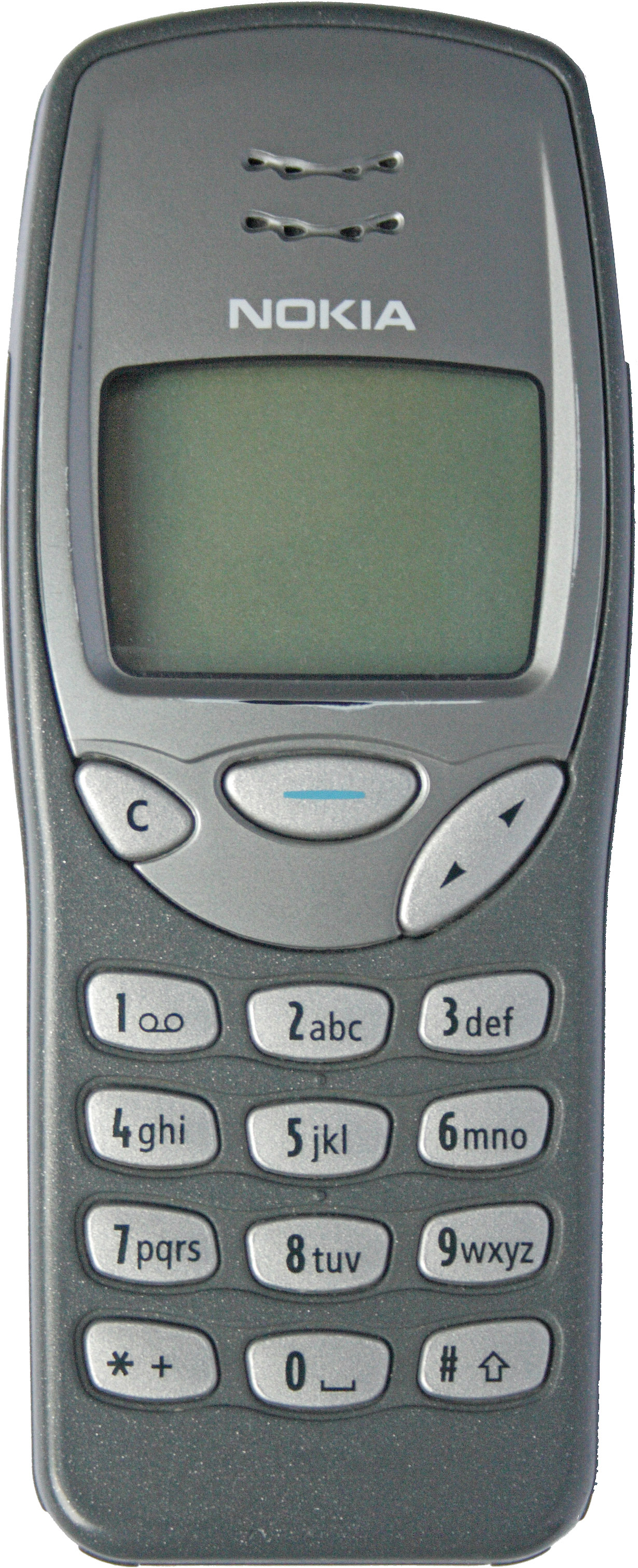
Il Nokia 3210, un radiotelefono mobile per comunicazioni unicast

Inerentemente l'installazione del radiotelefono, si distinguono le seguenti due tipologie di radiotelefoni:
- radiotelefono fisso;
- radiotelefono mobile.

Inerentemente l'impianto telefonico a cui si collega il radiotelefono, si distinguono invece le seguenti due tipologie di telefoni:
- radiotelefono cellulare;
- radiotelefono satellitare.

Un radiotelefono può anche non appartenere ad una di queste due tipologie di radiotelefoni. Inoltre, anche queste due tipologie di radiotelefoni, non sono mutuamente esclusive. Da vari anni infatti sono disponibili in commercio radiotelefoni mobili, progettati per funzionare con le reti radiotelefoniche della rete telefonica generale, che sono sia dei radiotelefoni cellulari che dei radiotelefoni satellitari. Tali radiotelefoni sono commercializzati per ovviare ad uno dei principali svantaggi dei radiotelefoni satellitari progettati per funzionare con le reti telefoniche mobili della rete telefonica generale: l'alto costo delle telefonate. Dove possibile, tali radiotelefoni vengono infatti utilizzati come radiotelefoni cellulari in modo da risparmiare sul costo delle telefonate.

### Radiotelefono fisso
Il radiotelefono fisso è un radiotelefono che durante l'utilizzo è installato in un luogo. Il radiotelefono fisso è quindi una sottotipologia di telefono fisso.

### Radiotelefono mobile
Il radiotelefono mobile (anche chiamato "telefono radiomobile") è un radiotelefono che non è installato in un luogo, o al massimo è installato su un veicolo, ed è utilizzabile mentre ci si sposta da un luogo ad un altro. Il radiotelefono mobile è quindi una sottotipologia di telefono mobile.

### Radiotelefono cellulare
Il radiotelefono cellulare è un radiotelefono progettato per funzionare con una rete telefonica cellulare. Il radiotelefono cellulare rappresenta l'attuale tipica realizzazione del telefono cellulare.

### Radiotelefono satellitare
Il radiotelefono satellitare è un radiotelefono progettato per funzionare con una rete telefonica satellitare. Il radiotelefono satellitare rappresenta l'attuale tipica realizzazione del telefono satellitare.

## Legislazione
L'uso dei radiotelefoni progettati per funzionare esclusivamente con le reti telefoniche mobili della rete telefonica generale è libero in tutto il mondo. Per poterli utilizzare in un determinato Paese è necessario però controllare che utilizzino i sistemi radiotelefonici adottati dalle reti telefoniche mobili di quel Paese. Attualmente infatti vari sono i sistemi radiotelefonici adottati dalle reti telefoniche mobili della rete telefonica generale. Anche se i più utilizzati sono soltanto due: il GSM e l'UMTS. Inoltre, relativamente ad un determinato sistema radiotelefonico, è necessario controllare che il radiotelefono utilizzi le bande di frequenze radio adottate nel Paese. Un sistema radiotelefonico può infatti essere progettato per utilizzare varie bande di frequenze radio, mentre le reti telefoniche mobili di un Paese possono essere realizzate in modo da non utilizzarle tutte. Ad esempio il sistema radiotelefonico GSM è progettato per utilizzare cinque diverse bande di frequenze radio, ma, nella maggior parte dei casi, un Paese ha reti telefoniche mobili GSM che utilizzano soltanto due delle cinque bande. Relativamente ad un sistema radiotelefonico progettato per utilizzare varie bande di frequenze radio, per essere sicuri che un radiotelefono funzioni in tutto il mondo, esso deve quindi essere multi-band. 
Per quanto riguarda invece l'uso dei radiotelefoni per comunicazioni broadcast, in quasi tutti i Paesi del mondo, esso è regolamentato da leggi dello Stato che possono arrivare a vietare non solo l'utilizzo del radiotelefono ma anche la semplice detenzione. In particolare le norme possono riguardare la potenza elettrica utilizzata in trasmissione, la banda di frequenze radio utilizzata in trasmissione, l'area di utilizzo.

### In Italia
In Italia le principali leggi dello Stato riguardanti il radiotelefono sono due: il decreto legislativo n. 259 del 1º agosto 2003, contenente il Codice delle comunicazioni elettroniche, e il decreto ministeriale del 13 novembre 2008, contenente l'attuale Piano nazionale di ripartizione delle frequenze.
In conformità alla vigente legislazione italiana, gli unici radiotelefoni per comunicazioni broadcast utilizzabili da chiunque in Italia, senza alcun particolare adempimento di carattere formativo e/o burocratico e/o fiscale, sono i radiotelefoni rientranti esclusivamente nella categoria degli LPD433 e/o degli SRD860. Dal 2007 però non è più possibile commercializzare nuovi radiotelefoni rientranti esclusivamente nella categoria degli LPD433. Ma è comunque possibile continuare ad utilizzare quelli già commercializzati. Inoltre dal 2012 i produttori di radiotelefoni non commercializzano più radiotelefoni rientranti nella categoria degli SRD860 in quanto, essendo piuttosto costosi, nessuno li comprava. Il risultato è che attualmente, se si vuole utilizzare un radiotelefono per comunicazioni broadcast che non richieda alcun particolare adempimento di carattere formativo e/o burocratico e/o fiscale, è necessario acquistarlo nel mercato dell'usato o farselo prestare da chi lo possiede. 
In un'ipotetica scala rappresentante la libertà di utilizzo in Italia dei radiotelefoni per comunicazioni broadcast, su un gradino immediatamente inferiore a quello dei radiotelefoni rientranti esclusivamente nella categoria degli LPD433 e/o degli SRD860, ci sono i radiotelefoni rientranti nella categoria dei PMR446 e i radiotelefoni utilizzanti la cosiddetta "banda cittadina". Per tali radiotelefoni è necessario consegnare, al competente Ispettorato territoriale del Dipartimento per le comunicazioni del Ministero dello Sviluppo Economico, un apposito modulo nel quale si dichiara l'intenzione di espletare, nel rispetto di ogni norma attualmente vigente, l'attività di radiocomunicazione. Nella dichiarazioni devono essere anche elencati tutti i radiotelefoni che si intende utilizzare. È necessario inoltre pagare una tassa annua di 12 euro versabili interamente al medesimo Ispettorato Territoriale.